# Rachel Platten
Rachel Ashley Platten (née le 20 mai 1981) est une chanteuse et compositrice américaine. Elle est principalement connue pour son single Fight Song (en) qui a reçu un succès mondial en 2015, se positionnant dans le Top 10 en Australie, au Canada, en Nouvelle-Zélande, en Slovaquie, au Royaume-Uni et aux États-Unis.

## Biographie
Rachel Ashley Platten est née le 20 mai 1981. Elle est la fille de Paul et Pamela Platten,. Elle a grandi à Newton Centre, dans le Massachusetts. Elle a pris des cours de piano dès l'âge de 5 ans puis des cours de guitare au lycée. Elle cite Tracy Chapman ou encore Madonna comme source d'inspiration depuis son enfance, alors que ses parents lui faisaient écouter les Beatles et Michael Jackson

## Carrière

### 2003–14:Trust in MeetBe Here
Rachel Platten sort son premier album Trust in Me en 2003. Son deuxième album, Be Here, est sorti en 2011.
Son single 1,000 Ships s'est classé 24e à l'US Billboard Adult Top 40. Une autre chanson : Seven Weeks, a été utilisée dans le film The Good Guy. Le thème original de Jane by Design, Work of Art a été réalisé par Platten également. Sa chanson Begin Again a été utilisée dans le 100e épisode de Pretty Little Liars Miss Me x 100. Le 27 juin 2014, Rachel a chanté Fight Song pour la première fois.

### 2015–2017:Wildfire
Au printemps 2015, elle sort le single Fight Song (en) (co-écrit par Platten et Dave Bassett) de son album éponyme Fight Song, qui atteint la 1re place du Billboard Top 200 Albums. La chanson a notamment été utilisée dans l'épisode de Noël de la cinquième saison de Pretty Little Liars. Elle a également régulièrement été utilisée par Hillary Clinton pour sa campagne présidentielle de 2016.
Le titre Fight Song grimpe dans les charts et se classe notamment 6e de l'US Billboard Hot 100, 1er du Billboard Adult Top 40 et du Billboard Adult Contemporary pendant quatre semaines consécutives et 3e du Billboard digital singles.
À l'étranger, le titre obtient de bons classements en Australie (2e), en Irlande (6e), en Nouvelle-Zélande (8e), au Canada (9e), au Royaume-Uni (1er). Platten obtient un double disque de platine pour ce titre après avoir vendu plus de 2 millions d'exemplaires aux États-Unis.
Le 11 septembre 2015, Platten sort un nouveau single, Stand By You, de son prochain album Wildfire. Wildfire qui est sorti depuis le 1er janvier 2016.

### 2017–: Waves
"Broken Glass", le premier single issu de son quatrième album studio, sort le 18 août 2017. L'album intitulé Waves est sorti le 27 octobre 2017.
En 2018, Platten était la vedette de l'attraction musicale du Boston Pops Fireworks Spectacular. En plus de jouer ses singles "Stand By You", "Better Place" et "Fight Song", elle a aussi rappelé son enfance à Boston.
En octobre 2018, sort le single "You Belong", mettant en scène sa grossesse. Ce titre est dédié à sa fille.
En septembre 2020, elle révèle son nouveau single "Soldiers", écrit en avril 2020 pendant la pandémie mondiale de Covid-19.

## Vie privée
Le 31 juillet 2010, elle épouse Kevin Lazan au cours d'une cérémonie religieuse juive. En juillet 2018, elle annonce être enceinte de son premier enfant, une fille. Elle accouche le 26 janvier 2019, d'une petite fille prénommée Violet. En avril 2021, elle annonce être enceinte de son deuxième enfant. Elle accouche le 9 septembre 2021, d'une petite fille prénommée Sophie.

## Discographie

### Albums studios
- 2003 : Trust in Me
- 2011 : Be Here
- 2016 : Wildfire
- 2017 : Waves

### EP's
- 2015 : Fight Song

### Singles
- 2011 : "1,000 Ships"
- 2015 : "Fight Song"
- 2015 : "Stand by You"
- 2016 : "Better Place"
- 2017 : "Broken Glass"
- 2017 : "Perfect For You"
- 2018 : "You Belong"
- 2020 : "Soldiers"

### Singles promotionnel
- 2017 : "Perfect For You"
- 2017 : "Collide"

### Apparence
- 2017 : "Thank You for Being a Friend"

## Filmographie

### Télévision
- 2015 : The X Factor
- 2016 : 2016 MLB All-Star Game
- 2016-2017 : The Talk
- 2017 : Miss Universe 2017
- 2017 : Lip Sync Battle
- 2018 : American Idol

## Awards et nominations
| Année | Cérémonie          | Award                         | Nomination | Résultat | Ref. |
| ----- | ------------------ | ----------------------------- | ---------- | -------- | ---- |
| 2015  | Teen Choice Awards | Choice Music: Breakout Artist | —          | [ 13 ]   |      |
| 2015  | Teen Choice Awards | Choice Summer Song            | Fight Song | [ 13 ]   |      |